# Gaspar
Gaspar, amtlich portugiesisch Município de Gaspar, ist eine Gemeinde im brasilianischen Bundesstaat Santa Catarina. Das Munizip gehört zur Metropolregion Vale do Itajaí, einer von sechs Metropolregionen Santa Catarinas, deren Kernstadt Blumenau ist.
Auf einer Fläche 386,616 km² lebten 71.925 Einwohner (Stand 2021, Schätzung). Von der Gemeindefläche sind ungefähr 40 km² Siedlungsfläche.

## Geschichte
Die Stadt lag von 1989 bis 2017 in der geostatistischen Mikroregion Blumenau, einer von vier Mikroregionen der Mesoregion Vale do Itajaí.

## Persönlichkeiten
- Daniel Henrique Hostin (1890–1973), katholischer Ordensgeistlicher, Bischof von Lages
- Carlos Schmitt (1919–2006), katholischer Ordensgeistlicher, Bischof von Dourados
- Quirino Adolfo Schmitz (1918–2007), katholischer Ordensgeistlicher, Bischof von Teófilo Otoni
- Evaristo Pascoal Spengler (* 1959), katholischer Ordensgeistlicher, Prälat von Marajó
- Jaime Spengler (* 1960), katholischer Ordensgeistlicher, Erzbischof von Porto Alegre, Kardinal
- Godofredo Sieber, OFM, deutscher Missionar in Brasilien (1902–1992), Erbauer der Kirche „São Pedro Apóstolo“, des Krankenhauses und der Schule „Collegio de Frei Godofredo“ in Gaspar.[1] Er gründete auch eine Musikkapelle in Gaspar.[2][3]